# Peperomia tatamana
Peperomia tatamana är en pepparväxtart som beskrevs av Truman George Yuncker. Peperomia tatamana ingår i släktet peperomior, och familjen pepparväxter. Inga underarter finns listade i Catalogue of Life.